# Acte II (album de Willy Denzey)
Pour les articles homonymes, voir Acte II.
Albums de Willy Denzey
Number One
(2 novembre 2003) Mon Royaume
(6 novembre 2006)
Singles
1. Honey
Sortie : 15 novembre 2004
2. Et Si Tu N'existais Pas
Sortie : 31 janvier 2005

Acte II est le second album de Willy Denzey sorti le 27 septembre 2004. 

## Liste des pistes
| 1.    | Honey                                              | W. Beckford, W. Denzey, M.K. Louis, G. Padey | W. Beckford, W. Denzey, M.K. Louis, G. Padey                        | Wayne Beckford                           | 3:16 |
| 2.    | Boo                                                | W. Denzey, M.K. Louis, G. Padey              | M. Gimenes-Espinos, J.B. Ridet, L. Gomes Dos-Santos, S. Da Silveira | Matthieu Gimenes-Espinos & Pascal Castro | 3:36 |
| 3.    | C'est Ecrit Dans L'Histoire (feat. Wayne Beckford) | W. Beckford, W. Denzey, M.K. Louis, G. Padey | W. Beckford, W. Denzey, M.K. Louis, G. Padey                        | Wayne Beckford                           | 4:08 |
| 4.    | Donne Lui Mon Phone                                | W. Denzey, G. Padey, M.K. Louis              | W. Beckford, W. Denzey, G. Padey, M.K. Louis                        | Wayne Beckford                           | 3:14 |
| 5.    | Et Si Tu N'existais Pas                            | V. Pallavicini, T. Cutugno, Losito           | C. Lemeste, P. Delanoë                                              | Wayne Beckford                           | 4:07 |
| 6.    | L'enjeu (Enlève Le Bas)                            | W. Denzey, M.K. Louis, G. Padey              | I. Thomas, W. Beckford                                              | Ian Thomas                               | 3:25 |
| 7.    | L'homme Libre                                      | W. Denzey, M.K. Louis, G. Padey              | M.Gimenez-Espinos, S. Da Silveira, L. Gomes Dos Santos              | Mathieu Gimenes-Espinos, Pascal Castro   | 3:21 |
| 8.    | Face Au Combat (feat. XS / Add Neje)               | W. Denzey, M.K. Louis, G. Padey, W. Cupit.   | W. Beckford, I. Thomas.                                             | Wayne Beckford                           | 4:10 |
| 9.    | Je Fais Le Serment                                 | W. Denzey, M.K. Louis, G. Padey              | W. Denzey, M.K. Louis, G. Padey, W. Beckford                        | Wayne Beckford                           | 3:43 |
| 10.   | Le Meilleure Comme Le Pire (feat. Mathieu 8)       | W. Denzey, M.K. Louis, G. Padey              | M. Gimenes-Espinos, S. Da Silveira, L. Gomes Dos Santos             | Matthieu Gimenes-Espinos, Pascal Castro  | 3:12 |
| 11.   | Mon Aphrodite                                      | W. Denzey, M.K. Louis, G. Padey              | W. Denzey, M.K. Louis, G. Padey                                     | Georges & Kool                           | 4:00 |
| 12.   | Donnez Moi La Force                                | W. Denzey, M.K. Louis, G. Padey, D. Goudjil  | W. Denzey, J.P. Ndaye, D. Goudjil, G. Padey, M.K. Louis             | Georges & Kool                           | 5:25 |
| 13.   | Hello (Unplugged Version)                          | Lionel Richie                                | Lionel Richie                                                       | Georges & Kool                           | 4:24 |
| 14.   | Beauté (Unplugged Version)                         | W. Denzey                                    | W. Denzey, F. Poulet                                                |                                          | 4:20 |
| 102.  | Sans titre (feat. Darren & Little D)               |                                              |                                                                     |                                          |      |
| 54:00 |                                                    |                                              |                                                                     |                                          |      |

## Crédits
- Artwork : Dimitrisimon.com
- Mixé par : gordon Cyrus (1,3,4,5,8,9), "Le Ché" et  Kool (2,7), Pascal Castro (10), Hakim Montanelli et Georges Padey (11), Hakim Montanelli et Thierry Said (12), Georges Padey (13,14)
- Production Exécutive: Georges & Kool
- Photographe : Leïka LKJ

## Classement
L'opus est un succès en se classant à la 23e position des charts français. Il est certifié disque d'or avec plus de 150 000 exemplaires vendus.